# أرجون باهادور ثابا
أرجون باهادور ثابا (مواليد 12 يناير 1956) (بالنيبالية: अर्जुन बहादुर थापा)‏ هو دبلوماسي نيبالي وسكرتير عام سابق لرابطة جنوب آسيا للتعاون الإقليمي.

## سيرته
حصل على درجة الماجستير في القانون الدولي (مع مرتبة الشرف) في الجامعة الروسية لصداقة الشعوب بموسكو في عام 1983، وشهادة في الإدارة البيئية في جامعة أديلايد، أستراليا، في عام 1994. درس في موسكو لمدة 6 سنوات، ثم غادر إلى نيبال.
متزوج من بابيترا ثابا ولديه ثلاثة أطفال: أنوجا، ريجينا، وأجيت ثابا.

## وصلات خارجية
- SHARC Secretary General's Homepage
- نسخة محفوظة September 27, 2007, على موقع واي باك مشين.
- SAARC Homepage